# ان‌جی‌سی ۹۶

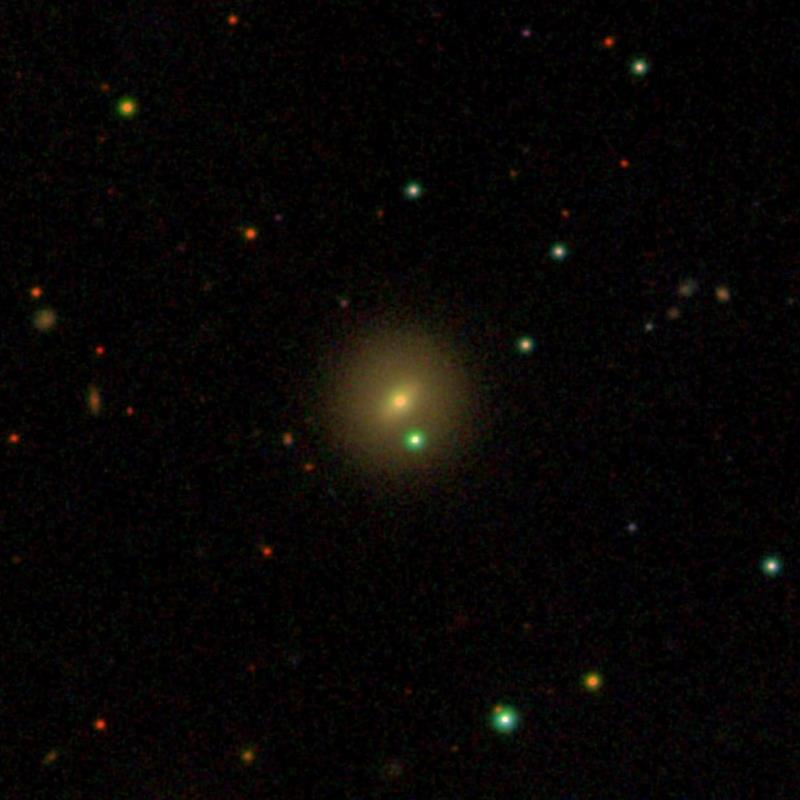
ان‌جی‌سی ۹۶

ان‌جی‌سی ۹۶ (به انگلیسی: NGC 96) یک کهکشان عدسی با قدر ظاهری ۱۷ است که در صورت فلکی زن برزنجیر قرار دارد.